# Temporada de huracanes del Pacífico de 2005
La Temporada de huracanes del Pacífico de 2005 fue una temporada cerca del promedio, se originaron 17 depresiones tropicales, 15 tormentas con nombre, 7 huracanes, y 2 huracanes de gran intensidad. La temporada comienza oficialmente el 15 de mayo de 2005 en el Pacífico Oriental y el 1 de junio de 2005 para el Pacífico Central, y se prolongó hasta el 30 de noviembre de 2005. Estas fechas delimitan convencionalmente el período de cada año cuando se forman la mayoría de los ciclones tropicales en el noreste del Océano Pacífico. La temporada tuvo un comienzo rápido, con una depresión tropical que se convertiría en el Huracán Adrián que tomo una trayectoria muy rara bordeando El Salvador como un Huracán de Categoría 1, para después golpear Honduras como una depresión tropical causando la muerte a siete personas. Entre junio y septiembre Dora fue la única tormenta que fue una amenaza significativa para tierra ya que paso cerca de la costa mexicana, y Kenneth que estuvo cerca de Hawái como una depresión tropical y poco después se disipó. El Huracán Otis parecía dirigirse a tocar tierra en la península de Baja California, pero se fue paralelo a la costa antes de disiparse.

## Pronósticos de Pretemporada
La NOAA pronosticó un año lento con solo una probabilidad del 10% de tener una actividad superior al promedio en el Este del Pacífico Norte y una probabilidad del 70% de una actividad inferior a lo normal. El pronóstico de la pretemporada predijo de 11 a 15 tormentas con nombre, de 6 a 8 Huracanes, y de 2 a 4 Huracanes Intensos (Categoría 3 o superiores).
El Pronóstico para el Pacífico Nor-Central era de una temporada por debajo del promedio, con solo dos o tres tormentas que afectan la región, por debajo de lo normal de 4 a 5.

## Tormentas

### Huracán Adrián
El huracán Adrián se originó de una onda tropical que surgió en la costa oeste de África, cerca del archipiélago de Cabo Verde a inicios de mayo de 2005. Entre el 10 y 14 de mayo, varias áreas de perturbación climática se desplazaron a través de Centroamérica, contribuyendo a la formación de un área extensa de baja presión a 835 kilómetros al sur-sureste de Acapulco, México. El 15 de mayo, otra onda tropical interactuó con el sistema resultando en su consolidación. Al día siguiente, la baja presión se estacionó mientras su actividad convectiva incrementó.1 Aproximadamente a las 18:00 UTC del 17 de mayo, el Centro Nacional de Huracanes (NHC por sus siglas en inglés) estimó que el sistema se había convertido en una depresión tropical, la primera de la temporada de huracanes en el Pacífico de 2005. En el momento de su formación la depresión estaba situada justo al sur del paralelo 10 norte, convirtiéndolo en el cuadragésimo ciclón tropical en hacerlo desde 1949. A diferencia de la mayoría de las tormentas en esta cuenca, la depresión tropical Uno-E se desplazó hacia el noroeste en respuesta a una vaguada sobre México. Los modelos de pronósticos de ciclones tropicales en ese momento anticiparon una intensificación a medida que el entorno en el que se encontraba el sistema le favorecía. Inicialmente, el sistema se desplazó a ritmo lento, con una velocidad de 8 kilómetros por hora; sin embargo, ésta se incrementó a 15 kilómetros por hora. Después de seis horas de haber sido declarada como una depresión, el ciclón fue clasificado como tormenta tropical Adrián.
En los siguientes días, un fortalecimiento gradual tomó lugar mientras el Adrián se desplazaba a través de una región de cizalladura de viento moderada.1 Para el 18 de mayo, la convección profunda se consolidó alrededor de su centro de circulación de magnitud baja y bandas nubosas alimentadoras formadas a lo largo de la periferia de la tormenta. Ubicado sobre aguas cálidas, con temperaturas de alrededor de 30 grados Celsius, le permitirían una intensificación adicional a pesar de la cizalladura y la interacción con la cordillera montañosa centroamericana. Además, varios pronósticos señalaron que el Adrián podría sobrevivir su desplazamiento sobre Centroamérica y entrar al mar Caribe, convirtiéndose posiblemente en el tercer ciclón registrado en cruzar del Pacífico oriental al Atlántico.  Para el 19 de mayo, la estructura de la tormenta se desorganizó y el Adrián solamente mantuvo un área diminuta de convección alrededor de su centro. Sin embargo, después de varias horas de desorganización el sistema rápidamente se consolidó y las imágenes de satélite mostraron un ojo formándose. Después de esto, el Adrián se intensificó a huracán mínimo antes de alcanzar su máximo pico de intensidad a las 17:00 UTC del 19 de mayo. A ese tiempo la tormenta se situó a 140 kilómetros de la costa salvadoreña y tenía vientos sostenidos de 70 nudos (130 km/h) y una presión barométrica de 982 hPa (mbar).
No mucho tiempo después de convertirse en huracán, el Adrián súbitamente sucumbió a la cizalladura de viento persistente en la costa de El Salvador. Operacionalmente, este debilitamiento no fue previsto por la NHC, llevó a la conclusión que la tormenta había tocado tierra en El Salvador aproximadamente a las 06:00 UTC del 20 de mayo como huracán de categoría 1 en la escala de huracanes de Saffir-Simpson. En análisis postormenta, se determinó que el centro del Adrían nunca cruzó la costa de El Salvador. Más bien, la convección asociada con el sistema se había cizallado al norte del centro de circulación. Los meteorólogos de la NHC afirmaron que el Adrián se desplazó paralelamente a la costa salvadoreña, lo que contribuyó a su rápido debilitamiento mientras permanecía su centro en alta mar. Más tarade, el 20 de mayo, el sistema se debilitó a depresión tropical y tocó tierra en Honduras, a través del golfo de Fonseca, aproximadamente a las 21:00 UTC con vientos máximos sostenidos en un minuto de 17 nudos (35 km/h). Horas más tarde, el Adrián se disipó sobre las montañas de la cordillera hondureña.

### Tormenta tropical Beatriz
Una onda tropical surgió frente a la costa de África Occidental y sin incidentes cruzó el Océano Atlántico, Hasta llegar a la cuenca del Pacífico el 17 de junio. Por la tarde del 21 de junio, se determinó que la onda tropical había desarrollado la organización suficiente para ser declarado depresión tropical Dos-E cuando se encontraba a 385 millas (620 km) al sur de Zihuatanejo.
Una gran nivel medio de cubeta situada sobre el sur de Estados Unidos influyó en la trayectoria del ciclón tropical, haciendo que viajan hacia el oeste-noroeste. La depresión se intensificó lentamente y se actualizó la tormenta tropical Beatriz. Debido a este a la cizalladura del viento y las temperaturas superficiales del mar marginales, un mayor desarrollo de la tormenta fue mínima. Temprano el 23 de junio, Beatriz alcanzó su punto máximo como tormenta tropical 50 mph (85 km / h).Después de cruzar el 78,8 °F (26 °C) isoterma - la temperatura de la superficie del mar más bajo requerido para un ciclón tropical para desarrollar - Beatriz comenzó a debilitarse. Además, la cizalladura del viento comenzó a desplazar a la convección profunda, lo que llevó meteorólogos del Centro Nacional de Huracanes de rebajar Beatriz a una depresión tropical en los comienzos el 24 de junio Debido a la falta de convección alrededor del centro de la depresión, se determinó haber degenerado en un área de baja presión remanente más tarde esa noche. La baja remanente después se convirtió en desprendido de mediados de los niveles altos y las circulaciones, y dio un giro lento hacia el sureste antes de disiparse el 25 de junio.

### Tormenta tropical Calvin
La depresión tropical Tres-E formó justo al sur de México temprano el 26 de junio, y alcanzó fuerza de tormenta tropical y fue nombrado Calvin tarde ese día. Relojes de tormenta tropical fueron emitidas por la costa sur de México en torno a Acapulco como Calvin lentamente movió hacia el oeste, con velocidades de viento en horas pico a 50 mph (80 km / h) el 27 de junio, pero todos los relojes fueron cancelados en la mañana del 28 de junio como se alejaba de la costa. Calvin se debilitó a depresión tropical más tarde ese día, y perdió sus características tropicales esa noche.

### Tormenta tropical Dora
Un principio de temporada activa continuó con la depresión tropical Cuatro-E, formando el 3 de julio a partir de una onda tropical al sur de la mexicana puerto de Acapulco, Guerrero. Relojes y advertencias fueron emitidas al acercarse a la costa mexicana. En la tarde del 4 de julio, la depresión fortaleció en una tormenta tropical cuando se encontraba a unas 45 millas (75 km) al oeste-suroeste de Acapulco. Se quedó a millas de la costa, en movimiento un tanto paralela a ella el 4 de julio, dejando caer fuertes lluvias en la región. A medida que se alejaba de la costa, todos los relojes fueron cancelados, ya que se redujo a una depresión tropical del mediodía el 5 de julio, finalmente disipar temprano el 6 de julio.

### Tormenta tropical Eugene
Eugene se forma a partir de una perturbación tropical frente a la costa central de México el 18 de julio y se dirigió al noroeste, uno de los pocos ciclones tropicales para llegar a tormenta-fuerza sin ser designada como una depresión tropical. Inicialmente, al igual que con la mayoría de las tormentas del Pacífico Oriental, se expidieron avisos o advertencias públicas, ya que se dirigía hacia el mar. Sin embargo, el 19 de julio llegó dentro del alcance de la punta sur de la península de Baja California . Relojes de tormenta tropical fueron emitidas para el área alrededor de Cabo San Lucas durante la mayor parte del día, pero la tormenta se alejó sin afectar a la tierra.

### Depresión tropical Uno-C
El primer sistema tropical en el Pacífico central formado al este-sureste de Hawái, el 3 de agosto, un mes más tarde de la primera (y única) sistema central a desarrollar en 2004. Comenzó una pista hacia el oeste, lo que podría haber colocarlo dentro del alcance de la isla de Oahu, Hawái , unos días más tarde. Se prevé inicialmente para fortalecerse y convertirse en una tormenta tropical (no se habían formado en el Pacífico central desde Huko en la temporada 2002 ). Sin embargo, los modelos del día siguiente cambiaron para indicar que no seguirá aumentando en fuerza. Poco después de eso, las ráfagas de convección cesaron y el sistema perdió su circulación cerrada, mientras que aún 725 millas (1.200 km) de Hilo.
Como un ciclón tropical, la depresión tropical Uno-C no tuvo impacto en la tierra. Sin embargo, los restos de la depresión se redujeron moderada a fuertes lluvias en Hawái, en particular en la isla de Hawái . Los totales de precipitación miden hasta 8,8 en (223,5 mm) en Glenwood, Hawái. Las inundaciones repentinas se informó en Kona y Ka'u , mientras que inundaciones menores ocurrió en Hilo, Hamakua, y Kealakekua. Además, se informó de inundaciones en las calles de menor importancia en varias ciudades en esa isla; sobre todo, una zanja de drenaje casi sobrevolado amenazados para sumergir el Belt Road Hawaii.

### Huracán Fernanda
Depresión Tropical Seis-E formada a partir de un área de tiempo perturbado a 690 millas (1.100 km) al sur-suroeste de Cabo San Lucas, en el estado mexicano de Baja California Sur el 9 de agosto cuando pasó a ser tormenta tropical Fernanda tarde ese día, y Fernanda al huracán el 11 de agosto, mientras se dirigía al oeste-noroeste por lo general en el Pacífico abierta. El 14 de agosto se redujo a la fuerza de tormenta tropical sobre aguas más frías y el 15 de agosto se debilitó a depresión tropical. Degeneró en una baja remanente al final del día aproximadamente 1.650 millas (2660 kilómetros) al suroeste del extremo sur de la Península de Baja California.

### Tormenta tropical Greg
La depresión tropical Siete-E formado 670 millas (1.100 km) al sur de Cabo San Lucas el 11 de agosto, y se actualizó a la tormenta tropical Greg unas horas más tarde. Aunque sólo 750 millas (1.200 km) de huracán Fernanda que no mostró signos de ser empujado hacia el norte por la interacción, pero partió hacia el oeste para seguir Fernanda en el Pacífico. Greg fue rebajado a la condición de depresión tropical el 14 de agosto y permaneció inmóvil durante todo el día. Comenzó la deriva lentamente hacia el oeste desde el principio 15 de agosto y fue destruido por cizallamiento al final del día.

### Huracán Hilary
Una onda tropical que se asocia con la formación de Hillary, movido fuera de África Occidental el 4 de agosto La onda inicialmente tenía una gran área de la convención de profundidad, pero la convención rápidamente disminuyó a medida que el sistema se movió a través de la parte oriental de la zona tropical del Océano Atlántico. La onda continuó hacia el oeste sin mucho desarrollo u organización, y cruzó el norte de América del Sur y luego entró en el norte del Océano Pacífico el 17 de agosto la circulación de nivel medio y de la convención organizada con la ola, como lo fue al sur de Guatemala el 18 de agosto organización del sistema persistido, pero sin definir un centro bien establecido de la circulación, en la superficie. La depresión tropical Ocho-E finalmente se forma a partir de la zona de perturbación del tiempo sur del Golfo de Tehuantepec, 140 millas (230 km) al sur de Puerto Ángel, México, el 19 de agosto Fortaleció a tormenta tropical tarde por la noche, y llegó a huracán fuerza 24 horas más tarde. Paralelo al Moving mexicana costa y cerca de 300 millas (480 kilómetros) de la costa, que alcanzó la categoría 2 en la escala de huracanes de Saffir-Simpson tarde el 21 de agosto La tormenta tropical vientos afectó a la costa y una advertencia de tormenta tropical fue emitida por un tiempo. Hilary no disipa mucho después de convertirse en tormenta tropical el 25 de agosto.

### Tormenta tropical Irwin
La depresión tropical Nueve-E se formó en el Pacífico Oriental al suroeste de la mexicana puerto de Manzanillo, Colima el 25 de agosto, de una ola remanente que se separó de Atlántico la depresión tropical Diez (la otra parte de la onda con el tiempo se convirtió en el Huracán Katrina) que cruzó América central. La depresión se fortaleció a tormenta tropical Irwin temprano al día siguiente, alcanzando velocidades de viento de 50 mph (85 km / h). Aunque Irwin dirigió casi hacia el oeste sobre aguas cálidas, se encontró con cizalla, poco debilitado y se disipó el 28 de agosto.

### Huracán Jova
Después de dos semanas de calma, la depresión tropical Diez-E formó el 11 de septiembre y al sur-suroeste de la Península de Baja California y se dirigió casi derecho al oeste. A última hora del 14 de septiembre, la depresión se fortaleció y actualizado a condición de tormenta tropical. Se fortaleció aún más a la categoría de huracán temprano el 16 de septiembre El 18 de septiembre se cruzó el meridiano 140 ° W, convirtiéndose en el primer huracán en unos tres años de estar en el área de pronóstico del Centro de Huracanes del Pacífico Central. Jova pronto se fortaleció a un huracán mayor, el primero de existir en el Pacífico Central desde Ele en 2002. Se debilitó, ya que dirigió al noreste de Hawái, lo que debilita a tormenta tropical el 22 de septiembre y para una depresión tropical el 23 de septiembre, antes de disiparse finalmente el 24 de septiembre.

### Huracán Kenneth
Una zona de perturbación del tiempo se convirtió en la depresión tropical Once-E el 14 de septiembre Una vez más, la depresión fue bien al sur-suroeste de la Península de Baja California cuando se formó al este de la depresión RTE-E a 600 millas (970 km). Se encontró más favorables que las condiciones de su vecino occidental, y se actualizó a la tormenta tropical Kenneth sólo 12 horas después de la formación. Kenneth fortaleció en huracán más tarde ese día y continuó fortaleciendo muy rápidamente, convirtiéndose en el primer huracán de la temporada al alcanzar la categoría 3 el 17 de septiembre La tormenta se convirtió en la tormenta más fuerte para formar esta temporada en el Pacífico Oriental, cuando alcanzó su punto máximo con Kenneth sostenida vientos de 135 mph (217 km / h), de categoría 4 en la Simpson escala Saffir . Kenneth comenzó poco a poco debilitando el 19 de septiembre, y se debilitó a tormenta tropical el 20 de septiembre Sin embargo, Kenneth ganó suficiente fuerza para ser reclasificados como una categoría 1 de huracán el 24 de septiembre, y muy tarde el 25 de septiembre se cruzó 140 ° W, por lo que es el segundo huracán de la temporada para entrar en el Pacífico central. A continuación, se dejó caer de nuevo en una tormenta tropical, y se debilitó a depresión tropical con menos de 400 millas (640 kilómetros) al este de 29 de septiembre de Hawái. Llegó a menos de 50 millas (80 km) de la Isla Grande de Hawái antes de degenerar en una onda abierta. No se ha ciclón tropical tocó tierra en Hawái desde la depresión tropical Eugene en la temporada de 1993. 6-12 pulgadas de lluvia se informó en partes de Hawái.

### Tormenta tropical Lidia
Los orígenes de Lidia era de una de varias ondas tropicales que entró en el Pacífico Oriental entre el 10 y 15 de septiembre en rápida sucesión. Una de las olas se organizó mejor como la convección comenzó a aumentar. El sistema se clasificó la depresión tropical Doce-E desde el principio al suroeste del extremo meridional de Baja California Sur 17 de septiembre, a unas 760 millas (1225 kilómetros). Con la falta de grandes corrientes de dirección, el sistema se movió lentamente el oeste-noroeste, y al mismo tiempo se produjo una onda tropical en desarrollo para su noreste. En ese momento, no estaba claro en cuanto a qué sistema se convertiría en la tormenta dominante. Por la tarde del 17 de septiembre, la depresión se ha actualizado a la tormenta tropical Lidia, basado en estimaciones de intensidad de satélite de 40 mph (65 km / h).
Por la mañana del 18 de septiembre de Lidia había deteriorado rápidamente y empezaba a fundirse con el sistema más amplio a su este. Sólo unas pocas ráfagas de convección profunda se asociaron con Lidia. [16] La convección profunda reconstruido más tarde esa mañana y la intensidad se incrementó operacionalmente 45 mph (75 km / h). Sin embargo, el análisis postemporada indicó Lidia nunca se intensificó más allá de vientos de 40 mph (65 km / h). Por la tarde del 19 de septiembre de Lidia fue degradada a depresión tropical, ya que estaba siendo absorbido en la circulación del recién desarrollado tormenta tropical Max. A la mañana siguiente, Lidia disipa como fue absorbido por Max.

### Huracán Max
La depresión tropical Trece-E se formó a 500 millas (800 kilómetros) al sur-sureste de la punta de la Península de Baja California el 18 de septiembre Fue lo suficientemente cerca de Lidia que sopló el anterior, más débil tormenta rápidamente hacia el norte. Se fortaleció a la tormenta tropical Max dentro de unas pocas horas, y absorbió los remanentes de la depresión tropical Lidia. En finales de los 19 de septiembre, la tormenta tropical fue elevada a huracán Max. El sistema comenzó a debilitarse casi inmediatamente después, sin embargo, y Max se disipó en las primeras horas de la mañana del 22 de septiembre.
La fusión de dos ciclones tropicales o la absorción de un ciclón tropical por otro son eventos poco comunes en el área de responsabilidad del Centro Nacional de Huracanes. El último caso documentado de que esto ocurra en el nordeste del Pacífico fue absorbida cuando el huracán Gil tormenta tropical Henriette en septiembre de 2001.

### Tormenta tropical Norma
El 19 de septiembre de 2005, una gran perturbación tropical se formó al sur de Manzanillo, Colima . [19] La depresión tropical Catorce E-formadas en 22:00 21 de septiembre cuando se encontraba a unos 402 millas (650 kilómetros) al suroeste de Manzanillo. Cuatro horas más tarde, se intensificó en la tormenta tropical Norma. Durante ese tiempo, la tormenta de la convección aumentó cerca de su centro. [21]
El 24 de septiembre, Norma continuó moviéndose lentamente en dirección noroeste desde las 8:00 a. m. a 2:00 p. m. PDT. Alrededor del mediodía algunas de las características de bandas también desarrollaron y el centro de la tormenta se hizo más incrustado dentro de la convección; que alcanzó una intensidad máxima de 55 mph (90 km / h). la temprana cizalladura del viento causó una disminución en la organización de la tormenta más tarde el 24 de septiembre, en general, el debilitamiento de la convección. El centro se exponen a continuación de la actividad convectiva por los vientos del noroeste temprano el 25 de septiembre, y la intensidad de la tormenta se redujo. El sistema esquilada comenzó a debilitarse gradualmente a medida que el centro estaba ubicado cerca del borde noreste de la convección profunda mal organizada. Norma se degradó a depresión tropical el 26 de septiembre a las 1800 UTC.

### Huracán Otis
La depresión tropical Quince-E formado 497 millas (800 km) al sur-suroeste de la mexicana puerto de Manzanillo , Colima , el 28 de septiembre a partir de una onda del Atlántico que cruzó en el Pacífico (se separó de lo que se convertiría en huracán Philippe en el Atlántico) . Veinticuatro horas más tarde se actualizó a la tormenta tropical Otis. Temprano el 30 de septiembre se actualizó a un huracán, y alcanzó la categoría 2 el 1 de octubre con vientos 105 mph (170 km / h) antes de debilitarse de nuevo ya que la deriva muy lentamente hacia el norte. El 2 de octubre se dio un giro hacia el norte-noroeste, alejándose de la península de Baja California, y en su lugar paralela a la costa, antes de ser degradado a depresión. El NHC dejó avisos de Otis a las 21:00 UTC del día siguiente.
Aunque el centro de Otis se mantuvo en alta mar, se reportaron vientos de tormenta tropical a mayores elevaciones más porciones del sur de Baja California. En Cabo San Lucas, una estación meteorológica automatizada registró una racha de viento de 63 mph (101 km / h) el 30 de septiembre, con vientos sostenidos de 49 mph (79 km / h). [26] Allí, los períodos de fuertes lluvias mezclados con cielos justo cuando la tormenta pasó. No se informó de daños o víctimas mortales, aunque algunos informes de prensa indicaron que la tormenta causó inundaciones en partes del sur de la península de Baja California. En alta mar, dos barcos reportaron vientos con fuerza de tormenta tropical en asociación con la tormenta: el Volendam el 3 de octubre, y la Harmonia estrella el 1 de octubre.

### Depresión tropical Dieciséis-E
La depresión tropical Dieciséis-E se formó cerca de 460 millas (740 kilómetros) al sur del puerto mexicano de Acapulco , Guerrero , a última hora del 14 de octubre Aunque las previsiones iniciales espera que para fortalecer, la depresión nunca tuvo suficiente organización para convertirse en una tormenta tropical y en su lugar apareció a disiparse. Restricciones se interrumpieron el 18 de octubre, pero se reanudaron el 19 de octubre, cuando la zona de baja presión remanente regenera la convección profunda. El sistema todavía se esforzó por desarrollar, al parecer debido a la incorporación de aire relativamente seco inhibir la convección sostenida. El segundo asesor final fue emitida a las 2 p. m. PDT (2100 GMT) el 20 de octubre El remanente fue absorbida por la Zona de Convergencia Intertropical (ZCIT) al día siguiente.

## Nombres de las Tormentas
| Océano Pacífico nororiental y central | Océano Pacífico nororiental y central | Océano Pacífico nororiental y central |
| ------------------------------------- | ------------------------------------- | ------------------------------------- |

| - Adrián - Beatriz - Calvin - Dora - Eugene - Fernanda - Greg - Hilary | - Irwin - Jova - Kenneth - Lidia - Max - Norma - Otis - Pilar (sin usar) | - Ramón (sin usar) - Selma (sin usar) - Todd (sin usar) - Verónica (sin usar) - Wiley (sin usar) - Xina (sin usar) - York (sin usar) - Zelda (sin usar) |
| Océano Pacífico central                                                |                                                                          | |
| - Ioke (sin usar) - Kika (Sin usar)                                    | - Lana (Sin usar)                                                        | - Maka (Sin usar) |

Los ciclones tropicales son fenómenos que pueden durar desde unas cuantas horas hasta un par de semanas o más. Por ello, puede haber más de un ciclón tropical al mismo tiempo y en una misma región. Los pronosticadores meteorológicos asignan a cada ciclón tropical un nombre de una lista predeterminada, para identificarlo más fácilmente sin confundirlo con otros. La Organización Meteorológica Mundial (OMM) ha designado centros meteorológicos regionales especializados a efectos de monitorear y nombrar los ciclones.
Los siguientes nombres fueron usados para los ciclones tropicales que se formen en el océano Pacífico este y central en 2005. Los nombres no usados están marcados con gris, y los nombres en negrita son de las tormentas formadas. No hubo nombres retirados. Los nombres fueron usados de nuevo en la temporada del 2011. Esta es la misma lista utilizada en la temporada de 1999.
- Datos: Q1508238
- Multimedia: 2005 Pacific hurricane season / Q1508238